# لگین
لگین (به فرانسوی: L'Aiguillon) یک کمون در فرانسه با جمعیت ۳۹۲ نفر است که در Canton of Lavelanet واقع شده‌است.